# PUBG: Battlegrounds
PUBG: Battlegrounds (trước đây là PlayerUnknown's Battlegrounds, hay viết tắt là PUBG) là một trò chơi điện tử trực tuyến do Krafton phát triển và phát hành. Trò chơi ban đầu dựa trên các bản Mod trước đó được Brendan Greene (nhà thiết kế trò chơi điện tử người Ireland) sáng tạo với cảm hứng bắt nguồn từ một bộ phim Nhật Bản mang tên Battle Royale. Sau khi Greene gặp gỡ và quyết định hợp tác cùng với Bluehole, dự án PUBG tiếp tục được mở rộng thành một trò chơi độc lập hoàn chỉnh.
Trong trò chơi, sẽ có tối đa 100 người chơi (đôi khi bao gồm cả Bot Players - những người chơi ảo được điều khiển tự động bởi trí tuệ nhân tạo) sẽ nhảy dù xuống một hòn đảo lớn. Người chơi sau đó phải nhanh chóng nhặt đồ dùng, vũ khí, phương tiện di chuyển và các trang thiết bị cần thiết để có thể sinh tồn, kết hợp với việc tiêu diệt những người chơi khác đồng thời tránh bị họ giết. Khu vực an toàn sẵn có của bản đồ sẽ thu nhỏ dần theo thời gian, đẩy những người chơi còn lại vào những khu vực hẹp hơn để ép buộc họ phải đụng độ với nhau. Người chơi cuối cùng hoặc đội 4 thành viên sống sót cuối cùng sẽ giành được chiến thắng chung cuộc.
Phiên bản truy cập sớm cho hệ điều hành Microsoft Windows trên Steam được phát hành vào tháng 3 năm 2017 và bản đầy đủ được phát hành vào 20 tháng 12 năm 2017. Cũng trong tháng 12, trò chơi đã được Microsoft Studios phát hành cho Xbox One qua chương trình Xbox Game Preview.
Đến đầu năm 2018, phiên bản Steam đã bán được hơn ba mươi triệu bản và có số người chơi đồng thời cao nhất trên ba triệu, khiến cho PUBG trở thành trò chơi được chơi nhiều nhất trên Steam, trong khi phiên bản Xbox One đã bán được hơn bốn triệu bản. Trò chơi cũng được bản địa hóa và được Tencent Games phát hành ở Trung Quốc, bao gồm hai phiên bản cho thiết bị di động khác nhau dành riêng cho quốc gia này là PUBG Mobile Timi và PUBG Mobile Lightspeed and Quantum.
Sau đó, vào tháng 3 năm 2018, Tencent Games và PUBG Corp đã kết hợp để cho ra mắt chính thức PUBG Mobile Lightspeed and Quantum phiên bản quốc tế (gọi tắt là PUBG Mobile) với năm loại máy chủ là Bắc Mỹ, Nam Mỹ, Châu Âu, Châu Á và KR/JP (Hàn Quốc và Nhật Bản).
Tiếp đó, ngày 26 tháng 11 năm 2018, PUBG Mobile phiên bản Việt Nam chính thức phát hành trên các dòng máy thuộc hệ điều hành iOS bởi VNG dưới sự hợp tác của VNG, Tencent Games và PUBG Corporation (Bluehole), và đến ngày 27 thì ra bản cho Android. Tuy dành riêng cho thị trường Việt Nam nhưng bản này vẫn kết nối với máy chủ quốc tế.
PUBG nhận được nhiều nhận xét tích cực từ các nhà phê bình trong cả giai đoạn Early Access và cả phiên bản phát hành cuối cùng; những người đánh giá thấy rằng mặc dù trò chơi vẫn chưa hoàn thành và có một số sai sót về mặt kỹ thuật, nhưng PUBG đã đưa ra những kiểu chơi trò chơi mới mà người chơi ở mọi trình độ có thể dễ dàng tiếp cận và có thể muốn chơi lại. Trò chơi nhận được một số đề cử cho hạng mục "Game của năm" và các giải thưởng lớn nhỏ khác trong năm 2017, và được xem là trò chơi định hình của thể loại chiến đấu sinh tồn. Một số trò chơi video khác, sau thành công của PUBG, đã thêm vào các chế độ Battle Royale, trong khi một số bản sao, chủ yếu ở Trung Quốc, cũng xuất hiện. Tổng công ty PUBG đã tổ chức một số giải đấu nhỏ và giới thiệu các công cụ trong trò chơi để giúp phát sóng trực tiếp trò chơi cho khán giả xem, vì họ muốn trò chơi này trở thành một môn thể thao điện tử phổ biến, tuy nhiên, trò chơi cũng đã bị cấm ở một số quốc gia vì bị cho là có hại, bạo lực và gây nghiện cho người chơi trẻ tuổi.

## Nền tảng xây dựng
Nhóm phát triển chọn ba nền tảng quan trọng cho PUBG: Unreal 4, Amazon Web Services và Steam. Họ sẽ phát triển game trên Unreal 4, các server sử dụng công nghệ của Amazon Web Services, và cuối cùng trò chơi được phân phối trên Steam. Việc chọn Unreal 4 giúp nhóm phát triển tiết kiệm rất nhiều thời gian và công sức bởi họ không cần phải tạo ra một engine riêng, trong khi thời gian của họ lại có hạn.
Vào ngày 13 tháng 3 năm 2019, Brendan Greene đã rời chức vụ giám đốc điều hành phát triển của PUBG Corporation, nhưng vẫn là giám đốc sáng tạo, vì bản thân anh luôn mong muốn phát triển một cái gì đó mới lạ hơn, sau đó, Greene đã từ Hàn Quốc sang Hà Lan, thành lập một studio hoàn toàn mới mang tên PlayerUnknown Productions nhằm tiếp tục phục vụ mục đích phát triển cho các dự án game mới của riêng mình. Chức vụ giám đốc điều hành phát triển bây giờ được nhường lại cho Tae-seok Jang, người trước đó từng đảm nhận chỉ đạo mảng đồ họa.

## Cách chơi
PUBG: Battlegrounds là một trò chơi hành động trong đó tối đa 100 người chơi chiến đấu trong một trận chiến sinh tồn, một loại trò chơi sinh tồn có quy mô lớn, nơi mà người chơi phải sinh tồn trước 99 người còn lại để trở thành người sống sót cuối cùng. Người chơi có thể chọn để chơi solo, hoặc tham gia một nhóm nhỏ tối đa bốn người. Trong cả hai trường hợp, người cuối cùng hoặc đội cuối cùng còn lại sẽ thắng trận đấu.
Mỗi trận đấu bắt đầu với hàng loạt người chơi nhảy dù từ máy bay xuống khu vực bản đồ có diện tích khoảng 8x8 km. Đường bay của máy bay trên bản đồ thay đổi theo từng vòng đấu, yêu cầu người chơi nhanh chóng xác định thời điểm tốt nhất để nhảy dù xuống mặt đất. Người chơi bắt đầu trò chơi mà không có thiết bị nào ngoại trừ việc lựa chọn quần áo, vốn không ảnh hưởng đến lối chơi. Một khi tiếp đất, người chơi có thể tìm kiếm các tòa nhà và các địa điểm khác để tìm kiếm vũ khí, xe cộ, áo giáp, quần áo và các thiết bị khác. Các vật phẩm này được phân bố theo chương trình trên bản đồ ở đầu trận đấu, với các khu vực có nguy cơ cao nhất thường có thiết bị tốt hơn. Giết một người chơi cho phép người bắn lấy toàn bộ vật phẩm trên người chơi bị giết. Người chơi có thể lựa chọn chơi theo góc nhìn thứ nhất hoặc thứ ba, mỗi góc nhìn đều có lợi thế và bất lợi riêng trong chiến đấu và nhận thức tình huống; mặc dù các cài đặt máy chủ cụ thể có thể được áp dụng để buộc tất cả người chơi sử dụng chung một góc nhìn để loại bỏ một số lợi thế.
Cứ vài phút một lần, khu vực có thể chơi được của bản đồ bắt đầu bị thu hẹp về một vị trí ngẫu nhiên, với bất kỳ người chơi nào đang ở ngoài khu vực an toàn sẽ bị mất máu tăng dần và cuối cùng sẽ bị loại khỏi trò chơi nếu người chơi không kịp chạy tới khu vực an toàn kịp thời gian quy định; trong trò chơi, người chơi nhìn thấy ranh giới như một bức tường màu xanh lấp lánh nhỏ dần theo thời gian. Điều này khiến khu vực chơi nhỏ dần và ép buộc người chơi phải đụng độ với nhau. Trong quá trình của trận đấu, các vùng ngẫu nhiên của bản đồ được đánh dấu màu đỏ (gọi là "red zone") và bị đánh bom, gây ra mối đe dọa cho người chơi ở trong khu vực đó. Trong cả hai trường hợp, người chơi được cảnh báo vài phút trước khi những sự kiện này xảy ra, cho họ có thời gian di chuyển đến nơi an toàn. Một cách ngẫu nhiên, một chiếc máy bay sẽ bay qua nhiều phần khác nhau của bản đồ còn có thể chơi được và thả một gói đồ phần thưởng (gọi là "hòm thính"),chứa đựng những đồ vật thông thường không thể có được trong quá trình chơi game bình thường. Những gói đồ này phát ra khói đỏ rất rõ ràng, thu hút người chơi quan tâm ở gần nó và tạo ra thêm nhiều cuộc đụng độ. Trung bình, một lượt chơi chỉ kéo dài không quá 30 phút.
Khi hoàn thành mỗi vòng đấu, người chơi sẽ kiếm được tiền trong trò chơi dựa trên thời gian họ sống sót bao lâu, có bao nhiêu người chơi khác đã bị họ giết, và họ đã tạo ra bao nhiêu sát thương cho những người chơi khác. Tiền tệ được sử dụng để mua các thùng chứa bao gồm các đồ để tuỳ biến nhân vật.

## Phát hành

### Windows
Bluehole sử dụng khoảng thời gian alpha và beta khép kín với khoảng 80.000 người chơi, bao gồm cả các streamer phổ biến, để đánh giá phản ứng ban đầu cho gameplay và điều chỉnh cân bằng trước khi phát hành rộng rãi hơn. Giai đoạn Early Access - truy cập sớm trên Steam bắt đầu vào tháng 3 năm 2017 cho phiên bản Windows. Thời kỳ truy cập sớm này dự kiến sẽ kéo dài khoảng sáu tháng, ban đầu nhằm vào một thời điểm phát hành tháng 9 năm 2017. Vào tháng 7 năm 2017, Greene thông báo rằng họ sẽ cần phải kéo dài thời gian truy cập sớm hơn vài tháng, tiếp tục phát hành bản cập nhật thường xuyên, với kế hoạch sẽ vẫn được phát hành vào cuối năm 2017, vì cam kết với thời kỳ ban đầu này "có thể cản trở chúng tôi khó cung cấp một trò chơi đầy đủ tính năng hoặc dẫn đến thất vọng trong cộng đồng nếu thời hạn khởi động không được đáp ứng". Ban đầu, Bluehole đã mong đợi rằng họ sẽ có được đủ số người chơi thông qua việc truy cập sớm để làm mượt lối chơi, và chỉ khi trò chơi hoàn thiện thực sự, thì họ sẽ bắt đầu tiếp thị cho nó. Sự quan tâm bất ngờ đối với trò chơi trong thời gian truy cập sớm đã vượt quá mong đợi của công ty, và công ty đã tập trung vào sự ổn định của trò chơi, kết nối mạng của nó cùng với việc cải tiến lối chơi. Trong suốt tháng 8 năm 2017, những cập nhật này thường bao gồm một bản vá lỗi hàng tuần cùng với các bản cập nhật hàng tháng cung cấp các cải tiến hiệu suất chính. Tuy nhiên, kể từ tháng 8 trở đi, Bluehole đã giảm tỷ lệ các bản vá như vậy, vì tần suất vá lỗi cao đã dẫn đến một số vấn đề kiểm soát chất lượng và các nhà phát triển lựa chọn đảm bảo mỗi nội dung vá đưa ra được cộng đồng kiểm duyệt tốt trước khi cung cấp các bản cập nhật mới; điều này đã không thay đổi kế hoạch cho một bản chính thức phát hành năm 2017. Bluehole dự kiến sẽ kết thúc thời kỳ truy cập sớm vào cuối tháng 12 năm 2017.
Bluehole đã lên kế hoạch chuyển trò chơi qua console, với phiên bản sẽ được phát hành vào khoảng thời gian sau khi hoàn thành phiên bản Windows, và công ty đã có một đội bắt đầu chuyển game qua Xbox One. Greene đã tham gia cuộc họp báo của Microsoft trong Triển lãm Giải trí Điện tử năm 2017 để thông báo rằng Battlegrounds sẽ đến với Xbox One như một game độc quyền cho console này vào cuối năm 2017. Kim nói họ dự đoán sử dụng cách tiếp cận truy cập sớm Xbox Game Preview để triển khai và thử nghiệm trò chơi trên Xbox One. Ban đầu, Greene nói rằng Microsoft không trực tiếp tham gia vào việc chuyển đổi nhưng chỉ hỗ trợ để đảm bảo rằng việc chuyển đổi là tốt, và hầu hết công việc chuyển đổi đang được thực hiện bởi Anticto, một nhà phát triển trò chơi đến từ Tây Ban Nha. Tuy nhiên, tại Gamescom năm đó, Bluehole khẳng định rằng Microsoft Studios sẽ xuất bản phiên bản Xbox One, giúp tạo ra kế hoạch phát hành năm 2017 cho phiên bản này. Greene nói rằng sự hỗ trợ của Microsoft đã giúp đỡ công ty theo nhiều cách, không chỉ cho phiên bản Xbox One mà còn cải thiện hiệu năng và tính bảo mật của phiên bản Windows. Hơn nữa, bằng cách trở thành một phần của nhóm các studio dưới cờ của Microsoft, họ đã có thể nói chuyện và kết hợp công nghệ từ các nhà phát triển khác, chẳng hạn như kỹ thuật rendering mà họ thu được từ Rare và game Sea of Thieves. Bản phát hành trên Xbox One sẽ bắt đầu như là một trò chơi truy cập sớm (Early Access) trong chương trình Xbox Game Preview vào ngày 12 tháng 12 năm 2017 và khi kết thúc, bao gồm bản phát hành vật lý cùng với bản kỹ thuật số và được phát hành vào ngày 12 tháng 12 năm 2017.
Khi trò chơi thành công trong giai đoạn truy cập sớm, Tencent Games, nhà xuất bản trò chơi điện tử lớn nhất Trung Quốc, đã tiếp cận Bluehole trong cùng tháng với một đề xuất phát hành Battlegrounds ở Trung Quốc và mua cổ phần của công ty. Tuy nhiên, Hiệp hội Phát hành Kỹ thuật số Trung Quốc đã đưa ra một tuyên bố vào tháng 10 năm 2017 với hạn chế dành cho những trò chơi theo phong cách chiến đấu hoàng gia, nói rằng chúng quá bạo lực và đi chệch khỏi các giá trị của chủ nghĩa xã hội của Trung Quốc, coi những trò chơi này là nguy hại cho người dùng trẻ tuổi. Tuy nhiên, trong tháng sau đó, PUBG đã đạt được một thỏa thuận chính thức với chính phủ Trung Quốc để được phép phát hành trò chơi tại nước này, với Tencent là đối tác phát hành. Tuy nhiên, một số thay đổi trong trò chơi đã được thực hiện để đảm bảo PUBG phù hợp với các giá trị xã hội chủ nghĩa và đạo đức Trung Quốc truyền thống. Và sau ngày 12/1/2022, PUBG PC sẽ chuyển sang game FREE TO PLAY, theo cuộc họp PUBG Partner toàn cầu diễn ra vào ngày 9/12/2021.

### Xbox One
Bluehole đã lên kế hoạch chuyển trò chơi sang nền tảng console, mà sẽ được phát hành sau khi hoàn thành bản trên Windows, và công ty đã có một đội làm việc chuyển Battlegrounds sang Xbox One. Greene trong cuộc họp báo của Microsoft trong Triển lãm Giải trí Điện tử 2017 đã thông báo rằng Battlegrounds sẽ xuất hiện trên Xbox One như là một trò chơi giới hạn thời gian độc quyền vào khoảng cuối năm 2017, bằng cách sử dụng cách tiếp cận truy cập sớm trên Xbox Game Preview để thử nghiệm nó.

### Phiên bản di động
Sau thỏa thuận phát hành tại Trung Quốc cho phiên bản Windows, Tencent Games và PUBG Corporation đã thông báo rằng họ đang có kế hoạch phát hành hai phiên bản di động dựa trên trò chơi này tại Trung Quốc. Phiên bản đầu tiên, PUBG: Exhilarating Battlefield, là một phiên bản được thu nhỏ của trò chơi gốc, và được Lightspeed & Quantum Studio của Tencent phát triển. Phiên bản thứ hai, PUBG: Army Attack, bao gồm nhiều yếu tố kiểu arcade, bao gồm hành động diễn ra trên tàu chiến, và được Timi Studio của Tencent phát triển. Cả hai phiên bản đều chơi miễn phí, và được phát hành truy cập sớm cho các thiết bị Android và IOS vào ngày 9 tháng 2 năm 2018. Các trò chơi này có tổng cộng 75 triệu tài khoản đăng ký sớm và xếp hạng thứ nhất và thứ hai trên bảng xếp hạng download của Trung Quốc khi ra mắt.
Trong tháng 7 năm 2017, Bluehole đã liên kết với đối tác mạng truyền thông xã hội Facebook để cung cấp nội dung truyền video streaming độc quyền cho các kênh chơi game của Facebook, như là một phần trong nỗ lực cung cấp nội dung cho người chơi.

## Đón nhận

### Truy cập sớm (Early Access)
Là một trò chơi truy cập sớm, hầu hết các trang web trò chơi video không đưa ra đánh giá chi tiết cho Battlegrounds, mặc dù đánh giá cao trò chơi này. Chloi Rad của IGN cho Battlegrounds điểm đánh giá sơ bộ 9.0/10, gọi nó là "một kinh nghiệm chặt chẽ, tập trung và không khoan nhượng, đứng hàng đầu vượt trên các trò chơi khác".
Battlegrounds thu về 11 triệu đô la Mỹ trong ba ngày đầu tiên kể từ khi phát hành truy cập sớm. Vào tuần lễ thứ hai của tháng 4 năm 2017, công ty đã bán được hơn một triệu bản, với số người chơi đỉnh cao là 89.000. SuperData Research ước tính doanh thu tháng 4 của trò chơi đã vượt quá 34 triệu đô la Mỹ, đưa nó thành một trong 10 game thu nhập cao nhất trong tháng và vượt qua doanh thu từ Overwatch và Counter-Strike: Global Offensive. Đến tháng 5 năm 2017, trò chơi đã bán được hơn hai triệu bản, với tổng doanh thu ước tính đạt 60 triệu đô la Mỹ. Trong vòng ba tháng kể từ khi phát hành phiên bản phát hành sớm, Battlegrounds đã có hơn bốn triệu bản bán ra, và Bluehole thông báo đã có doanh thu bán hàng trên 100 triệu USD. Battlegrounds đạt tốc độ nhanh hơn so với Minecraft khi đạt mốc 4 triệu bản bán ra, với Minecraft mất hơn một năm để đạt được những con số doanh thu tương tự trong giai đoạn phát triển beta. Tám tháng sau khi ra bản phát hành Early Access, Bluehole tuyên bố trò chơi đã bán được hơn 18 triệu bản.
 Vào tháng 9 năm 2017, giá trị của Bluehole, theo báo cáo của 38 Communications, một công ty theo dõi các tập đoàn tư nhân của Hàn Quốc, tăng gấp 5 lần so với tháng 6 năm đó lên 4,6 tỷ USD, chủ yếu là do Battlegrounds. Trong một phần của thành công của trò chơi, Tencent, nhà phát hành trò chơi điện tử lớn nhất Trung Quốc, đã tiếp cận Bluehole trong cùng tháng với một đề xuất phát hành Battlegrounds ở Trung Quốc và mua cổ phần của công ty. Tuy nhiên, vào tháng 10 năm 2017, Hiệp hội xuất bản kỹ thuật số và Truyền hình Trung Quốc đã đưa ra tuyên bố rằng họ hạn chế các trò chơi phong cách chiến đấu kiểu Hoàng gia, bao gồm Battlegrounds, nói rằng chúng quá bạo lực, "xa rời khỏi những giá trị của chủ nghĩa xã hội và được xem là có hại cho thanh thiếu niên".
Battlegrounds cũng đã vượt qua rất nhiều kỷ lục số lượng người chơi trong giai đoạn truy cập sớm. Bluehole phát hành số liệu thống kê cho bốn tháng đầu tiên phát hành cho thấy rằng hơn mười triệu lượt chơi Battlegrounds đã được thực hiện, có hiệu quả tương đương với hơn 25.000 người/năm của thời gian. Dữ liệu của Steam Spy cho thấy Battlegrounds đã vượt qua các danh hiệu phổ biến lâu đời trong số lượng người chơi đồng thời trên Steam, như Fallout 4 và Grand Theft Auto V, thậm chí vượt qua Dota 2, trò chơi được chơi nhiều nhất trên nền tảng này, vào tháng 8 năm 2017. Tháng sau đó, trò chơi có số lượng người chơi đồng thời cao nhất đạt tới hơn 1,3 triệu người, vượt qua kỷ lục trước đó là 1,29 triệu người của Dota 2 vào tháng 3 năm 2016. Đến tháng 10 năm 2017, số người chơi Battlegrounds đồng thời đã vượt mức 2 triệu. Trò chơi cũng rất phổ biến ở các quán net tại Hàn Quốc; công ty phân tích Gametrics đã thông báo rằng Battleground đã vượt qua Overwatch và trở thành trò chơi được chơi nhiều thứ hai tại quốc gia này vào tháng 8 năm 2017, chỉ sau Liên Minh Huyền Thoại, sau đó thì vượt qua chính Liên Minh Huyền Thoại để thành trò chơi được chơi nhiều nhất tại quê nhà Hàn Quốc vào tháng 10 năm 2017.

## Giải thưởng
| Năm  | Giải                                                       | Hạng mục                                   | Kết quả   | Ref           |
| ---- | ---------------------------------------------------------- | ------------------------------------------ | --------- | ------------- |
| 2017 | 35th Golden Joystick Awards                                | Best Multiplayer Game                      | Đoạt giải | [ 67 ] [ 68 ] |
| 2017 | 35th Golden Joystick Awards                                | PC Game of the Year                        | Đoạt giải | [ 67 ] [ 68 ] |
| 2017 | 35th Golden Joystick Awards                                | Studio of the Year (PUBG Corporation)      | Đề cử     | [ 67 ] [ 68 ] |
| 2017 | 35th Golden Joystick Awards                                | Ultimate Game of the Year                  | Đề cử     | [ 67 ] [ 68 ] |
| 2017 | The Game Awards 2017                                       | Best Multiplayer Game                      | Đoạt giải | [ 69 ]        |
| 2017 | The Game Awards 2017                                       | Best Ongoing Game                          | Đề cử     | [ 69 ]        |
| 2017 | The Game Awards 2017                                       | Game of the Year                           | Đề cử     | [ 69 ]        |
| 2018 | New York Game Awards 2018                                  | Big Apple Award for Best Game of the Year  | Đề cử     | [ 70 ]        |
| 2018 | D.I.C.E. Awards 2017                                       | Action Game of the Year                    | Đoạt giải | [ 71 ] [ 72 ] |
| 2018 | D.I.C.E. Awards 2017                                       | Outstanding Achievement in Game Design     | Đề cử     | [ 71 ] [ 72 ] |
| 2018 | D.I.C.E. Awards 2017                                       | Outstanding Achievement in Online Gameplay | Đoạt giải | [ 71 ] [ 72 ] |
| 2018 | D.I.C.E. Awards 2017                                       | Game of the Year                           | Đề cử     | [ 71 ] [ 72 ] |
| 2018 | National Academy of Video Game Trade Reviewers Awards 2017 | Game, eSports                              | Đề cử     |               |
| 2018 | 2018 SXSW Gaming Awards                                    | eSports Game of the Year                   | Đoạt giải | [ 73 ] [ 74 ] |
| 2018 | 2018 SXSW Gaming Awards                                    | Excellence in Design                       | Đề cử     | [ 73 ] [ 74 ] |
| 2018 | 2018 SXSW Gaming Awards                                    | Excellence in Multiplayer                  | Đoạt giải | [ 73 ] [ 74 ] |
| 2018 | 2018 SXSW Gaming Awards                                    | Most Promising New Intellectual Property   | Đề cử     | [ 73 ] [ 74 ] |
| 2018 | 2018 SXSW Gaming Awards                                    | Trending Game of the Year                  | Đoạt giải | [ 73 ] [ 74 ] |
| 2018 | 2018 SXSW Gaming Awards                                    | Video Game of the Year                     | Đề cử     | [ 73 ] [ 74 ] |
| 2018 | 18th Game Developers Choice Awards                         | Best Design                                | Đề cử     | [ 75 ] [ 76 ] |
| 2018 | 18th Game Developers Choice Awards                         | Innovation Award                           | Đề cử     | [ 75 ] [ 76 ] |
| 2018 | 18th Game Developers Choice Awards                         | Game of the Year                           | Đề cử     | [ 75 ] [ 76 ] |
| 2018 | 14th British Academy Games Awards                          | Evolving Game                              | Đề cử     | [ 77 ] [ 78 ] |
| 2018 | 14th British Academy Games Awards                          | Multiplayer                                | Đề cử     | [ 77 ] [ 78 ] |
| 2018 | 14th British Academy Games Awards                          | Original Property                          | Đề cử     | [ 77 ] [ 78 ] |

## Tranh cãi

### Chính phủ Ấn Độ cấm vĩnh viễn
Trong bối cảnh Giao tranh Trung Quốc–Ấn Độ 2020, chính phủ Ấn Độ đã ban hành lệnh cấm vĩnh viễn PUBG Mobile cùng với hơn 100 ứng dụng khác của Trung Quốc (hầu hết do Tencent và NetEase sản xuất) với lý do các ứng dụng này ăn cắp và lén lút truyền dữ liệu người dùng trong một cách trái phép tới các máy chủ có địa điểm bên ngoài Ấn Độ. Ấn Độ là thị trường lớn nhất của PUBG Mobile với quốc gia chiếm 175 triệu lượt tải xuống và 24% người dùng toàn cầu.